# Oncidium ochmatochilum
Oncidium ochmatochilum Rchb.f. (1852), bị hạ thành đồng nghĩa dưới Cyrtochiloides ochmatochila (Rchb.f.) N.H.Williams & M.W.Chase (2001), là một loài lan thuộc Chi Lan kiếm.